# Tiếng Vedda
Tiếng Vedda là một ngôn ngữ bị đe doạ, được người Vedda ở Sri Lanka sử dụng. Ngoài ra, những cộng đồng  người Vedda duyên hải và người Vedda Anuradhapura (hai nhóm người không luôn coi mình là "Vedda") cũng dùng một số từ ngữ tiếng Vedda trong giao tiếp lúc săn bắn và/hoặc khi thực hiện nghi lễ tôn giáo, trên khắp hòn đảo.
Khi nghiên cứu thực địa có phương pháp đầu tiên về tiếng Vedda được thực hiện năm 1959, đây chỉ còn ngôn ngữ của lớp người lớn tuổi trong cộng đồng người Vedda ở Dambana. Đến thập niên 1990, đa phần người tự nhận là Vedda chỉ biết vài từ hay câu tiếng Vedda, song vẫn có vài cá nhân nói rành rõi ngôn ngữ này. Ban đầu, có sự bất đồng thuận đáng kể về việc tiếng Vedda là một phương ngữ tiếng Sinhala hay là một ngôn ngữ riêng. Nghiên cứu sau đó cho thấy ngôn ngữ mà người Vedda ngày nay nói là một creole phát triển từ thời cổ, khi người Vedda đương thời tiếp xúc với người Sinhala mới đến, từ đó vay mượn từ mượn và đặc điểm cú pháp mỗi lúc một nhiều, gây ra việc tiếng Vedda giống tiếng Sinhala ở nhiều mặt, dù cái lõi ngữ pháp vẫn còn nguyên.
Ngôn ngữ tiền thân của tiếng Vedda có nguồn gốc không rõ, còn tiếng Sinhala là một ngôn ngữ Ấn-Arya trong ngữ hệ Ấn-Âu. Về âm vị học, tiếng Vedda khác tiếng Sinhala ở chỗ âm [c] và [ɟ] có mật độ xuất hiện dày hơn.

## Lịch sử
Không rõ ngôn ngữ gì được nói ở Sri Lanka trước khi người nói Prakrit di cư đến đây vào thế kỷ V TCN. Thuật ngữ "Vedda" là một từ gốc Dravida, bắt nguồn từ từ Vēdu "săn bắn" tiếng Tamil. Những từ cùng gốc (chẳng hạn như bedar, beda) được dùng khắp Nam Ấn Độ để chỉ các tộc người săn bắn-hái lượm. Sri Lanka cũng có các tộc người săn bắn-hái lượm khác (Rodiya và Kinnaraya).